# Aontú
Aontú (en irlandés, "Une") es un partido político panirlandés que se lanzó formalmente en enero de 2019 y opera tanto en la República de Irlanda como en Irlanda del Norte. Ideológicamente, Aontú se opone al aborto y combina elementos de conservadurismo social con la defensa de una Irlanda unida y una economía de centroizquierda. Ha sido dirigido por Peadar Tóibín desde su fundación.
El partido fue fundado por Peadar Tóibín, un TD que renunció al Sinn Féin el 15 de noviembre de 2018 debido a sus puntos de vista contra el aborto, después de oponerse a la posición del partido sobre la Ley de Salud (Regulación de la Interrupción del Embarazo) de 2018.
En las elecciones generales de Irlanda de 2020 obtuvo un 1,9% de los votos y un escaño en el Dáil Éireann.

## Resultados electorales

#### Elecciones al Dáil Éireann
| Elección | Votos de Primera Preferencia | % de votos | Escaños | +/- | Gobierno  |
| -------- | ---------------------------- | ---------- | ------- | --- | --------- |
| 2020     | 41.575 (#8)                  | 1,9%       | 1/160   |     | Oposición |
| 2024     | 86.134 (#6)                  | 3,91%      | 2/160   | 1   | Oposición |

#### Elecciones a la Asamblea de Irlanda del Norte
| Elección | Votos       | % de votos | Escaños |
| -------- | ----------- | ---------- | ------- |
| 2022     | 12.777 (#8) | 1,48%      | 0/90    |